# 박혁민
박민이(1979년 3월 7일 ~ )는 대한민국의 배우이다.

## 출연작

### 영화
- 《타짜: 원 아이드 잭》 (2019년) - 사내 1 역
- 《공작》 (2018년) - 경비대 장교 역
- 《1987》 (2017년) - 서울지검 경비경찰 역
- 《브이아이피》 (2017년) - 형사 4 역
- 《그래, 가족》 (2017년) - 감독 역
- 《아수라》 (2016년) - 박수사관 역
- 《헬머니》 (2015년) - 반달곰 역
- 《강남 1970》 (2015년) - 경표 역
- 《남자가 사랑할 때》 (2014년) - 두철 일당 덩치 역
- 《써니》 (2011년) - 영스타 남종업원 역
- 《킬미》 (2009년) - 어깨 2 역
- 《강철중: 공공의 적 1-1》 (2008년) - 윤 형사 역
- 《도레미파솔라시도》 (2008년) - 껄렁남 1 역
- 《스카우트》 (2007년) - Y 덩치 1 역
- 《지금 사랑하는 사람과 살고 있습니까?》 (2007년) - 경찰 1 역
- 《수》 (2007년) - 보디가드 A 역
- 《쏜다》 (2007년) - 공수부대원 1 역
- 《비열한 거리》 (2006년) - 문식 역
- 《방과후 옥상》 (2006년) - 덕풍고 1 역
- 《사랑을 놓치다》 (2006년) - 파출소 고교 4인방 3 역
- 《6월의 일기》 (2005년) - 불량남 2 역
- 《말죽거리 잔혹사》 (2004년) - 뱁새 천남식 역

### 드라마
- 《마녀의 법정》 (2017년, KBS2)
- 《장영실》 (2016년, KBS1)
- 《신분을 숨겨라》 (2015년, tvN)
- 《밤을 걷는 선비》 (2015년, MBC)
- 《KBS 드라마 스페셜 - 마지막 퍼즐》 (2014년, KBS2) - 짜루 역
- 《끝없는 사랑》 (2014년, SBS)
- 《맏이》 (2013년, JTBC)
- 《KBS 드라마 스페셜 - 리메모리》 (2012년, KBS2) - 형사 역
- 《폼나게 살거야》 (2011년, SBS)
- 《별순검 시즌1》 (2007년, MBC 드라마넷)
- 《고맙습니다》 (2007년, MBC)
- 《히트》 (2007년, MBC)